# 移動閉塞
移動閉塞(Moving block)とは閉塞区間が列車の移動に伴って移動し、走行速度に応じて増減する、鉄道または軌道における衝突を防ぐための信号保安システムである。

## 概要

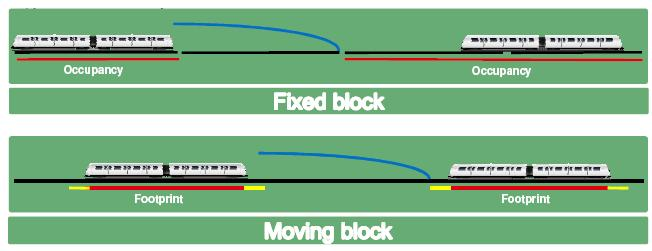
固定閉塞(上図)と移動閉塞(下図)での列車同士の安全距離の違い
赤色の線が閉塞区間
黄色の線は余裕分

閉塞区間が固定されている固定閉塞方式については、通票方式等では、閉塞区間は駅に始まり駅に終わる。信号機による閉塞を行う場合は、閉塞区間は信号機間に設定される。
固定閉塞での閉塞区間の長さは、必要とする列車の運行頻度に応じて設計され、交通量の少ない路線では、閉塞区間長は数キロメートルにもおよび、交通量の多い通勤路線などでは閉塞区間長は数百メートル程度になる。
移動閉塞方式では、コンピュータが各列車に対して他の列車の進入を許さない範囲を計算する。システムは各列車の現在の正確な位置、速度、進行方向を把握できることを前提に設計されており、線路や車上に備えられた様々なセンサー、タコメータ、速度計などによって計測されている（GPS等の衛星測位システムでは困難）。移動閉塞では、路側信号機は不要となり、指示は列車に直接伝達される。
これにより、続行する列車の安全距離を短縮することができる。この距離は列車が常時報告する位置・速度に従って、安全上の要求を満たしながら変化する。これにより列車の運転間隔を短縮でき、線路容量を増加させることができる。
信号システムの観点から、上の固定閉塞の図は、先行列車が在線している区間すべてを占有していることを示している。これは、区間内のどこに列車が存在しているかを正確に知ることができなかったからである。このため、固定閉塞方式では、続行列車は先行列車が在線していない閉塞区間の境界までしか進むことができない。
2番目の図に示すように移動閉塞では、各列車と地上装置との間で常時無線通信を行っている。列車の位置とその減速曲線を各列車が常時計算しており、地上装置に対して無線で報告している。このため地上装置は防護区間を計算し、もっとも列車に近い障害（この図でいえば先行列車の末尾）に停止限界点 (LMA: Limit of Movement Authority) を設定し、接近する列車に通知することができる。
列車の在線位置には不確定性があり、列車の長さに対して安全上の余裕を含める必要がある（図の中で黄色で示されている）。これを総称してフットプリント（足跡）と呼んでいる。この安全上の余裕は、列車が移動距離を計算する方法の精度に依存している。

## 移動閉塞の利点
列車集中制御装置（CTC）における閉塞区間単位の列車運転制御と比較して、リアルタイムで列車間隔を監視できるため、安全を担保しつつ稠密区間での効率的な運転制御が可能となる。例えば、加減速効率（消費エネルギー）に主眼を置いた制御、ダイヤ遅れ回復に主眼を置いた制御などである。これらは列車運行の挙動予測を含む。さらに、列車別に異なる制御等も可能である。各列車の進路構成上のデッドロックの検知も可能な場合がある。
踏切制御により踏切位置に対しても停止パターンを発生させる事が可能なため、踏切無遮断時や踏切支障時にも安全性が向上するほか、構内踏切や開かずの踏切の遮断時間削減にも応用可能である。その他、落石検知器、強風検知器、ホーム支障検知器（列車非常停止ボタンや転落検知マット等）、限界支障検知器等と連動して停止パターンを生成可能である。
工事や障害等により、複線区間における一線や、駅構内の一部の進路が使用できない場合にも、容易に単線並列を施行できる。また、保守間合いの確保にも応用できる。
そのほか、保守作業車両や、保守作業員（が作業中の線路閉鎖区間）を移動閉塞システムの配下におくことにより、しばしば発生している本線列車と保守作業車両、保守作業員との衝突を回避でき、安全性が向上する。

## 移動閉塞の課題
システムを固定閉塞から移動閉塞に変更する場合、次のような課題点が想定される。
軌道回路を設置しない場合は、車両の遺留検知機能は車上側に移され、各列車・車両において車両分離が発生していないことを保証しなければならない（ETCS Level.3）。なお、軌道回路を設置しない事の副作用として、区間途中でのレールの破断を検知できなくなる。
移動閉塞においては、システムを施行する区間内にある全列車について、一定の高精度でその現在位置がシステムに把握されている事が必要である。よって、移動閉塞に非対応の列車・車両は、工事車両を含めて区間内に進入する事ができないばかりか、非対応列車・車両の進入を、（できれば）物理的に排除するシステムが必要となる。これは特に、他の接続路線に多数の固定閉塞路線を抱える事業者にとって問題となる。
連続した時間内で、全列車が高精度の現在位置を把握される必要があるため、長時間の通信エラーや一時的途絶によりその前提が崩れた場合、システム内の全列車が緊急停止する必要に迫られる。また、停電によりシステムの一部でも稼働しない場合にも、全面停止となる。ただしこの点は、全区間を1システムで集中管理するのではなく、管理区間を分散し協調制御とすることで緩和が可能である。
「枯れた技術」と確立した可用性を持った従来の固定閉塞による信号保安システムと比較して、移動閉塞においては、高度な情報処理及び無線通信システムの可用性は運行の安定性に直結するため、車両上の装置を含めて、フェイルオーバー対応などシステムが高コストになる可能性がある。駅間1閉塞のような閑散線区における導入は現実性に乏しい。
固定閉塞と比較して線路容量を増やす目的が移動閉塞にはあるが、例えばATACSにおいては無線通信に使用する1基地局のカバーエリアは3 kmでありこの区間に上下12列車を収容できる。この場合、固定閉塞の閉塞区間長に換算すると単純計算では500 mとなる。基地局の収容容量を超える本数の列車を当該無線区間に進入させる事はできないため（システム全停止の原因となる）、区間外で徐行、停止により待機させる必要が生じる。これ以上の列車密度が必要な場合には、無線通信の性能向上や無線周波数帯域の新たな確保を迫られる。

## 事例

### システム
- CBTC
- ERTMS/ETCS Level.3
- ATACS
  - 車上主体列車制御システム

### 導入路線

#### 海外
- イギリス
  - ロンドン
    - ドックランズ・ライト・レイルウェイ（Docklands Light Railway）
    - ジュビリー線（予定）
- 米国
  - ニューヨーク
    - カナーシーL線（Canarsie "L" Line）
- フランス
  - パリ
    - RER A線 SACEM、ATCS相当、移動閉塞とGOA2の組み合わせ
    - RER B線、RER D線: NExTEO 2025年から2026年までのATPとATOの組み合わせ[2]
    - パリメトロ1号線 ,パリメトロ4号線, パリメトロ14号線: SAET

#### 日本
- - JR東日本
    - 仙石線（あおば通駅 - 東塩釜駅）/ATACS
    - 埼京線/ATACS[3]
    - 常磐緩行線（〜2020年度予定）/CBTC[4]その後、計画は白紙化。[5]

  - 東京メトロ
    - 丸ノ内線/CBTC[6][7]。
    - 日比谷線（〜2026年度予定）/CBTC[8]。
    - 半蔵門線（〜2028年度予定）/CBTC[9]。

  - 東急電鉄
    - 東急田園都市線（〜2028年度予定）/CBTC[9]。

  - JR西日本
    - 和歌山線（和歌山駅 - 橋本駅）（〜2023年度予定）/車上主体列車制御システム
    - JR西日本では、2013年よりATACSをベースとした車上主体列車制御システム（無線式）の実証試験を行っていた[13][14]が、2022年2月18日に現行の計画を見直し、新しい技術を取り入れた無線による保安システムの導入を目指すことになった[10]（実質的には無期限延期）。